# Themsens mynning
Themsens mynning är flodmynningen där Themsen möter Nordsjön. Den är belägen i sydöstra England i Storbritannien, 50 km öster om huvudstaden London. Flodmynningen är en av de största av 170 inlopp vid kusten av Storbritannien. Den utgör en viktig skeppsrutt där tusentals fartyg passerar varje år, bland annat stora oljetankers, containerfartyg, bulkfartyg, och ro-ro-fartyg som ankommer flodmynningen till Londons hamn och Medwayhamnarna Sheerness, Chatham och Thamesport.